# JRAホームブレッド
JRAホームブレッドとは、日本中央競馬会（JRA）が育成・管理を一貫的に行う競走馬のことをいう。
JRAでは、全国各地で行われる当歳・1歳の競走馬のセリ市で団体購買し、それを日高（北海道）と宮崎（宮崎県）の2つの育成牧場で育成・強化させて、競走馬デビューを目指す「JRA育成馬」というのがあるが、このセリ市で購入した競走馬とは別に、育成牧場（2017年7月現在は日高のみ）で、生産から育成・管理のすべてを一元的に行う競走馬を「JRAホームブレッド」として2009年から導入している。
このJRAホームブレッドの競走馬も、セリ市で購入した競走馬同様に日高・宮崎の育成牧場に振り分けて、育成馬と同じ扱いで訓練され、2歳のデビュー前に行われる「JRAブリーズアップセール」への出展、さらには早ければ2歳夏からの競走馬としてのデビューを目指しながら、競走馬の生産・管理・育成についての様々な研究や開発を進めていき、生産分野のより一層の向上に役立てている